# Неделкович, Паул
Паул Неделкович (рум. Paul Nedelcovici; 1899, Бухарест — 22 июня 1948, Румыния) — румынский регбист, замок. Бронзовый призёр летних Олимпийских игр 1924 года.

## Биография
Паул Неделкович родился в 1899 году в румынском городе Бухарест.
Играл в регби за «Спортул Студенцеск» из Бухареста на позиции замка.
В 1924 году вошёл в состав сборной Румынии по регби на летних Олимпийских играх в Париже и завоевал бронзовую медаль. Провёл 1 матч против сборной Франции (3:61), очков не набирал.
Поединок олимпийского турнира против французов стал для Неделкович единственным международным матчем в карьере.
По некоторым данным, для того чтобы оплатить поездку на Олимпиаду, Неделкович украл деньги у своего отца.
О дальнейшей жизни данных нет.

## Память
6 июня 2012 года в составе сборной Румынии, завоевавшей бронзу летних Олимпийских игр 1924 года, введён в Зал славы регби. Церемониальный головной убор и золотую булавку вручили сыну Паула Неделковича Антониу.